# Bastien Damiens
Pour les articles homonymes, voir Damiens.
Bastien Damiens, né le 18 janvier 1995 à Montreuil (Pas-de-Calais) et mort le 6 septembre 2015 à Lille (Nord), est un kayakiste français pratiquant le slalom.

## Biographie
Originaire de Montreuil-sur-Mer, Bastien Damiens commence à pratiquer le canoë-kayak au club voisin du C.k.c. Beaurainvillois, où il fait ses premières armes. Son immense talent ne tarde pas à poindre dans ce petit club régional (où il est notamment couvé par l'ancien champion Baptiste Delaplace), et il rejoint assez rapidement le club de canoë-kayak de Montreuil, club référence pour le slalom dans le Pas-de-Calais.
Dès sa première année chez les cadets (15-16 ans) en 2010, la première catégorie dans laquelle on peut officiellement concourir au niveau national, son talent explose : vainqueur de l'épreuve de National 2 d'Épinal, il se retrouve propulsé en National 1 (la plus haute division française) en slalom dès sa seconde année chez les cadets, exploit qui n'avait pas été réalisé chez les kayaks homme depuis Fabien Lefèvre. Cette première année en N1 lui permet de franchir avec aisance de nouveaux caps : vainqueur à plusieurs reprises de manches sur le circuit N1,, il affole les compteurs en balayant nombre de ses concurrents bien plus âgés et expérimentés que lui. Chez les cadets, sa domination est implacable et il termine 2010 et 2011 avec deux titres de champion de France,, acquis à Bourg-Saint-Maurice et à Metz.
2012 est pour lui l'année de la consécration : qualifié en équipe de France chez les séniors (la catégorie des adultes) alors qu'il n'est que junior première année (17-18 ans), il évince notamment l'ancien champion du monde Fabien Lefèvre (qui dira de lui qu'« il est l'avenir ») et l'ancien champion olympique Benoît Peschier puis remporte la médaille d'or par équipes aux championnats d'Europe d'Augsbourg, épaulé par ses prestigieux coéquipiers Boris Neveu et Étienne Daille. Concourant également dans sa catégorie d'âge, il remporte une médaille d'argent aux championnats d'Europe junior à Solkan. Lors de l'année 2013, il poursuit sa progression et monte sur la 3e marche aux championnats du monde junior qui se déroulent à Liptovský Mikuláš, avant de prendre la médaille d'argent aux Championnats d'Europe juniors de Bourg-Saint-Maurice. Il profite de l'occasion pour remporter les titres en course par équipe à ces deux occasions, tout en conquérant par ailleurs le titre national sur le bassin de l'Argentière-la-Bessée.
Désormais très proche du sommet, il vise les Jeux Olympiques de Rio, où un seul kayakiste aura le droit de représenter la France en slalom. L'année 2014 est cependant décevante pour lui, puisqu'il échoue à conserver sa place en Équipe de France, tandis que 2015 lui permet de retrouver un peu de sa superbe : qualifié en Équipe de France « espoirs » (-23 ans), il remporte un dernier titre à Cracovie en course par équipes aux championnats d'Europe fin août 2015.
Il meurt d'un accident domestique le 6 septembre 2015 en chutant du 5e étage d'un immeuble dans le centre de Lille.

## Médaille

### Championnats d'Europe
- Médaille d'or en 2012 à Augsbourg en K1 par équipes.
- Médaille d'or en 2015 à Cracovie en K1 par équipes. (-23 ans)
- Médaille d'argent en 2013 à Bourg Saint Maurice en K1 (junior)
- Médaille d'argent en 2012 à Solkan en K1 (junior)

### Championnats du monde
- Médaille de bronze en 2013 à Liptovsky Mikulas en K1  (Junior)
- Médaille d'or en 2013 à Liptovsky Mikulas en K1 par équipe (Junior)